# Martin Boos
Pour les articles homonymes, voir Boos.
Martin Boos (25 décembre 1762-29 août 1825) est un théologien catholique bavarois.

## Biographie
Il est né à Huttenried en principauté épiscopale d'Augsbourg. Orphelin à l'âge de quatre ans, il est élevé par un oncle à Augsbourg, qui l'envoie finalement à l'université de Dillingen (de), où il étudie auprès de Sailer, Zimmer et Weber. Il y pose les fondements de la piété modeste par laquelle toute sa vie se distingue. Il suit les pratiques extrêmes de l'ascèse comme pénitence pour le péché, tout cela en vain, comme il le croyait, puis développe une doctrine du salut par la foi qui se rapproche beaucoup du luthéranisme pur. C'est ce qu'il prêche avec beaucoup d'effet.
Après avoir servi comme prêtre dans plusieurs villes bavaroises, il est chassé de Bavière par l'opposition des autorités ecclésiastiques et d'autres prêtres. Il se rend en 1799 à Linz en Autriche, où il est accueilli par l'évêque Gall, et se met à travailler d'abord à Leonding puis à Waldneukirchen, devenant en 1806 curé à Gallneukirchen. Son mouvement piétiste gagne une place considérable parmi les laïcs catholiques, et attire même une cinquantaine ou une soixantaine de prêtres.
La mort de Gall et d'autres amis puissants, cependant, l'expose à une inimitié amère et à la persécution à partir de 1812 environ, et il doit répondre à des accusations sans fin devant les tribunaux consistoriaux. Ses ennemis le suivent lorsqu'il retourne en Bavière, mais en 1817 le gouvernement prussien le nomme professeur à Düsseldorf, et en 1819 lui donne le pastorat à Sayn près de Neuwied. Il meurt en 1825.
Son autobiographie est éditée par Johannes Gossner, Leipzig, 1831, Eng. transl., Londres, 1836, qui a également publié deux volumes de ses sermons Berlin, 1830.